# Kier-La Janisse
Kier-La Janisse (nascuda el 3 d'octubre de 1972) és un escriptor, programador, productor i productor de cinema canadenc i fundador de l'Institut Miskatonic d'Estudis del Terror. La seva obra més coneguda com a escriptora és House of Psychotic Women: An Autobiographical Topography of Female Neurosis in Horror and Exploitation Films (FAB Press, 2012) que molts crítics consideren una fita important tant en l'escriptura de cinema confessional com en l'estudi de la bogeria femenina a la pantalla. Tim Lucas de Video Watchdog s'hi va referir com un dels 10 llibres de pel·lícules de terror "més vitals" de tots els temps, i Ian MacAllister-McDonald a LA Review of Books el va anomenar "el següent pas en la teoria del gènere, així com la memòria més aterridora i esfereïdora que he llegit en anys" El seu primer llargmetratge com a cineasta, el documental de tres hores de durada Woodlands Dark and Days Bewitched: A History of Folk Horror, estrenades al SXSW 2021 on va guanyar el Midnighters Audience Award.

## Programació de pel·lícules i esdeveniments
L'any 1999, Janisse va organitzar el primer CineMuerte Film Festival a Vancouver, un festival de cinema de terror independent que va durar fins al 2005,primer al microcinema The Blinding Light!! i es va traslladar a la Pacific Cinematheque després del seu primer any. Els convidats especials del festival foren Jean Rollin, Jörg Buttgereit, Udo Kier, Buddy Giovinazzo, John Saxon, Richard Blackburn, Jack Taylor, Jeff Lieberman, Jim Van Bebber, Edwin Neal i més. El festival i les lluites de Janisse per dirigir-lo de manera independent van ser el tema del documental d'Ashley Fester Celluloid Horror (2005).
Va ser programadora en cap de l'Alamo Drafthouse Cinema de 2003 a 2007, programadora original del Fantastic Fest (2005-2007, tornant a supervisar la programació de curtmetratges 2012-2014), i cofundadora de la seva branca de col·leccionisme MONDO. Com a part de la seva programació d'Alamo, va fundar Music Mondays, una sèrie setmanal de documentals musicals que li va valer un premi de The Austin Chronicle. L'any 2003, inspirada en les maratons de dibuixos animats d'aniversari del seu amic Toren Atkinson, va fundar la festa de dibuixos animats del dissabte al matí All-You-Can-Eat-Cereal, un programa de dibuixos animats, anuncis publicitaris, PSA i identificadors d'estació destinats a replicar l'experiència del dissabte al matí en un entorn de cinema. El programa es va originar a Vancouver i va portar el programa a l'Alamo Drafthouse Cinema d'Austin, Texas, on va ser un element bàsic durant molts anys, a més de projectar-se regularment a moltes ciutats d'arreu del món.
El 2003, va fundar el Bloodshots 48-Hour Filmmaking Challenge, un concurs anual de cinema independent a Vancouver que va durar fins al 2012.
El 2006, va muntar el Big Smash! Festival Music-on-Film a Vancouver, que porta el nom de l'àlbum de Wreckless Eric. Va continuar utilitzant el nom Big Smash! per muntar projeccions independents al llarg dels anys, inclosa una projecció a l'aire lliure del documental sobre el black metal Until the Light Takes Us a una pantalla feta de neu en ple hivern de Winnipeg i un esdeveniment immersiu basat en l'àlbum quadrifònic de The Flaming Lips Zaireeka per al qual es van encarregar a quatre cineastes de Winnipeg la creació simultània d'obres originals.
El 2008, va fundar i coordinar Gimme Some Truth: The Winnipeg Documentary Project per al Winnipeg Film Group. Entre els cineastes visitants hi havia Les Blank, Steve James, Allan King, Kirby Dick, Zacharias Kunuk i Nettie Wild, entre altres. Ha continuat com un esdeveniment anual organitzat pel Winnipeg Film Group.
Entre 2008 i 2011, va fundar i dirigir Plastic Paper: Winnipeg's Festival of Animated, Illustrated and Puppet Film, un festival de cinc dies d'arts d'animació independent, que inclou projeccions, instal·lacions i actuacions cinematogràfiques ampliades. Entre els convidats especials hi havia Ralph Bakshi, Bill Plympton, Heather Henson i més.
Va cofundar el microcinema de Mont-real Blue Sunshine a Mont-real amb el seu també programador David Bertrand el 2010. El microcinema va funcionar del 2010 al 2012 i està documentat a la tesi doctoral de Donna DeVille de 2014, així com  Incite Journal of Experimental Cinema, Vol. 4: The Exhibition Guide.
Entre 2011 i 2013, va supervisar la programació de la secció de cinema de Pop Montreal, Film Pop, que incloïa projeccions, xerrades, tallers, exposicions i instal·lacions, incloses projeccions específiques de La profecia en una església, i Deep End de Jerzy Skolimowski amb el públic en una piscina.
El 2016, va ser la directora del festival del Monster Fest a Melbourne, Austràlia.
Afeccionada a les ubicacions de pel·lícules, Janisse va organitzar el 2018 el primer Horror Express, una gira d'autobús llogat per ubicacions de pel·lícules de terror a Toronto i més enllà, presentada conjuntament per Chris Alexander, i va continuar el 2019 amb una gira similar per llocs de pel·lícules de terror de Mont-real, copresentat per Michael Gingold, juntament amb el FanTasia.

## L'Institut Miskatonic d'Estudis del Terror
L'any 2010, Janisse va fundar  l'Institut Miskatonic d'Estudis del Terror (The Miskatonic Institute of Horror Studies), una organització internacional que ofereix estudis universitaris d'història i terror. classes magistrals basades en la producció amb sucursals a Londres, Nova York i Los Angeles. Miskatonic és un esforç en gran part de voluntaris a través del qual escriptors, directors, estudiosos i programadors/comissaris de terror consagrats celebren la història i la cultura del terror. Entre els instructors hi ha Alexandra Heller-Nicholas, Daniel Bird, Dennis Paoli, Stuart Gordon, Douglas E. Winter, Grady Hendrix, Jack Ketchum, Jack Sargeant, Jasper Sharp, John Skipp, Karen Arthur, Kim Newman, Maitland McDonagh, Mark Jancovich, Mitch Horowitz, Ramsey Campbell, Stephen Thrower i molts més.
Les classes que Janisse ha impartit personalment a Miskatonic inclouen: Murder Season: Crime-Solving Plants and Other Vegetal Horrors (2019); Travel Terror: Airline Anxiety in the Golden Age of Hijacking (2017); Tele-Terrors: The Real and Imagined Horrors Inside the Made-for-Television Movie (with Amanda Reyes and Jennifer Wallis, 2017); School of Shock: Pain and Pleasure in the Classroom Safety Film (2012) i més.

## Publicacions
Janisse és autora d' A Violent Professional: The Films of Luciano Rossi (FAB Press, 2007) i House of Psychotic Women: An Autobiographical Topography of Female Neurosis in Horror and Exploitation Films (FAB Press, 2012).
Va constribuir a Destroy All Movies!! The Complete Guide to Punks on Film (Fantagraphics, 2011), Recovering 1940s Horror: Traces of a Lost Decade (Lexington, 2014) The Canadian Horror Film: Terror of the Soul (University of Toronto Press, 2015) i We Are the Martians: The Legacy of Nigel Kneale (PS Press, 2017).
El 2014, va crear el segell editorial Spectacular Optical. A través d'aquesta empremta, va coeditar (amb Paul Corupe) i va publicar els llibres d'antologia KID POWER! (2014), Satanic Panic: Pop-Cultural Paranoia in the 1980s (2015), i Yuletide Terror: Christmas Horror on Film and Television (2017), a més de publicar Lost Girls: The Phantasmagorical Cinema of Jean Rollin (2017). Janisse ha fet la direcció artística i la maquetació de totes les publicacions de Spectacular Optical.
El 2019, va ser l'editora convidada del lloc web de Nicolas Winding Refn, ByNWR.com, supervisant Volume 5: Monstrous Extravagances.
Va editar el llibre Warped & Faded: Weird Wednesday and the Birth of the American Genre Film Archive (Mondo, 2021).
El 2021, és coautora (amb Amy Voorhees Searles) del llibre ‘Unhealthy and Aberrant’: Depictions of Horror Fandom in Film and Television i co-comissaria (amb Clint Enns) un llibre d'antologia sobre les pel·lícules de Robert Downey Sr., així com va escriure un monògraf sobre Cockfighter de Monte Hellman.
El 2020, va començar el podcast A Song From the Heart Beats the Devil Every Time, ampliat a partir d'un projecte de llibre proposat sobre cinema i televisió infantil de culte entre 1965 i 1985. El nom del podcast deriva de l'especial de Halloween de Nelvana de 1978 The Devil and Daniel Mouse, que és el tema del seu primer episodi.

### House of Psychotic Women
L'any 2012, Janisse va publicar el seu híbrid de memòria i crítica cinematogràfica House of Psychotic Women: An Autobiographical Topography of Female Neurosis in Horror and Exploitation Films, que explorava la seva vida problemàtica des de l'adopció infantil fins a l'adolescència en cases de grup i reformes escolars i relacions adultes precàries, reflectides a través de la lent de les pel·lícules de terror semblants a personatges femenins.
El llibre es va publicar per primera vegada amb l'aval del director de Fritz the Cat, Ralph Bakshi ("Déu, aquesta dona pot escriure, amb una veu i un intel·lecte tan nous") i l'autor de The Wasp Factory Iain Banks (“Fascinant, atractiu i escrit de manera lúcida: una combinació extraordinària d'anàlisi acadèmica profundament investigada i de memòries reveladores.”)
A la seva columna a Gorezone núm. 32, Tim Lucas el va anomenar "Un llibre innovador", continuant dient que "Aquesta és una obra rara dins del camp, que fa un salt d'imaginació gairebé novel·lístic a l'hora de determinar i registrar el seu tema i cotejar-ne les parts. Els capítols personals són fascinants i esgarrifosos i mostren dots per a l'escriptura autobiogràfica que no es troben habitualment entre els crítics de cinema. Janisse demostra ser una crítica igualment experta; la seva selecció de pel·lícules revela una immersió notablement completa en el seu tema. També mereix punts per enfrontar-se a la pregunta sobre les subtils cicatrius que podem convidar recorrent a aquestes pel·lícules per a l'entreteniment."
Ian MacAllister-McDonald, de la LA Review of Books, va escriure que "El que en última instància fa que House of Psychotic Women sigui tan fascinant és menys les memòries o les ressenyes com a entitats individuals, sinó la manera en què les dues, quan es juxtaposen, ens recorden que aquestes històries estan arrelades en el real; i no el real gran/ampli/social-polític, sinó el real que és petit, íntim i vivencial”.
A partir del 2012, el llibre va ser la base de les retrospectives cinematogràfiques a Austin, Montreal, Los Angeles, Brussel·les, Amsterdam, Melbourne i més. El llibre va ser responsable de la re-popularització de moltes pel·lícules menystingudes (sobretot, Possessió d'Andrzej Żuławski, The Mafu Cage de Karen Arthur, Der Fan d'Eckhart Schmidt i Next of Kin de Tony Williams), i des de la seva publicació, "Psychotic Women" s'ha conegut com un subgènere en si mateix.
El 2017, Janisse i el productor Andy Starke de Rook Films van presentar una sèrie de televisió basada en el llibre al mercat internacional de coproducció de Frontieres.

## Treball cinematogràfic
Del 2005 al 2010, Janisse va fer una sèrie de documentals musicals no oficials, anomenats per l'artista de vídeo Hope Peterson com a "bibliodocs", ja que presentaven exclusivament imatges preexistents amb intertítols contextuals o narració de veu en off. Aquests inclouen Bubblegum Music is the Naked Truth! (2005) basat en el llibre de Kim Cooper i David Smay, i My Autumn's Done Come: The Lee Hazlewood Story (2006). El 2010 el seu bibliodoc Teen Routines: The Self-Made Magic of R. Stevie Moore es va projectar a The Horse Hospital a Londres i l'Antimatter Festival a Victoria, Canadà. El programa de 55 minuts es va centrar en la producció a mitja carrera del músic R. Stevie Moore (1974-1988), amb una seqüència de crèdit inicial de l'animadora independent canadenca Leslie Supnet.
Janisse va ser productora del llargmetratge documental de Mike Malloy Eurocrime: the Italian Cop and Gangster Films That Ruled the ’70s (2012), el curtmetratge de terror de Sean Hogan We Always Find Ourselves in the Sea (2017) i el curt documental de Mike McKinlay Tights Worship: The Processes of The Rita (2019).
El 2017, va començar a treballar amb Severin Films com a editora i productora de les seves pel·lícules especials. Aquesta col·laboració va donar lloc al primer llargmetratge de Janisse com a directora/productora, Woodlands Dark and Days Bewitched: A History of Folk Horror, que es va estrenar a SXSW 2021 i va guanyar el Midnighters Audience Award. El 2020, Janisse va coproduir el documental Tales of the Uncanny amb David Gregory de Severin Films, entrevistant a més de 60 cineastes, crítics i estudiosos sobre la història del cinema de terror. El documental es va estrenar al festival de cinema Abertoir de Gal·les l'octubre de 2020.
El 2019, Janisse va participar en la restauració i reestrena de la pel·lícula de televisió animada de Harry Nilsson de 1971 The Point, oferint l'ús de la seva impressió personal de pel·lícula de 16 mm i contribuint a diverses de les característiques addicionals per al llançament de Blu-ray MVD 2020 com a productora i editora.
El 2019 i el 2020, Janisse va aparèixer com a ponent convidada a la sèrie d'AMC Eli Roth's History of Horror.
El 2020, Janisse es va embarcar en tres col·laboracions com a escriptora amb el fotògraf Nick Knight, creant les pel·lícules de moda S.W.A.L.K., S.W.A.L.K. II, i Maison Margiela: A Folk Horror Tale per al dissenyador John Galliano, amb aquest últim basat en conceptes de disseny de Galliano per a la seva col·lecció 'Artesanal' del 2021.